# Leza de Río Leza
Leza de Río Leza es un municipio de la comunidad autónoma de La Rioja (España). Está situado a 567 m de altitud a orillas del río Leza, en el Camero Viejo.  Se encuentra junto a la LR-250 entre Ribafrecha y Soto en Cameros, a 21 km de Logroño. El puente de Leza, a la entrada del municipio, da paso a la boca del imponente Cañón del Río Leza.

## Geografía
Situada en la cuenca del río Leza. Limita al norte y este con Ribafrecha, al sur con Soto en Cameros (aldea de Trevijano) y con Lagunilla del Jubera (aldeas de Villanueva de San Prudencio y Zenzano), y al oeste con Clavijo.

## Historia
En 1790 Leza de Río Leza fue uno de los 54 municipios fundadores de la Real Sociedad Económica de La Rioja, la cual era una de las sociedades de amigos del país fundadas en el siglo XVIII conforme a los ideales de la ilustración.

## Geografía humana

### Demografía
Cuenta con una población de 43 habitantes (INE 2024).
| Gráfica de evolución demográfica de Leza de Río Leza entre 1842 y 2021                                                |
| |
| Población de derecho según los censos de población del INE. Población de hecho según los censos de población del INE. |

## Administración
| Periodo   | Nombre                    | Partido |
| --------- | ------------------------- | ------- |
| 1979-1983 | I. Sáenz Montaña          | UCD     |
| 1987-1991 | Rosario Galilea Moreno    | PR      |
| 1991-1995 | Juan José Montaña Montaña | PR      |
| 1995-1999 | Juan José Montaña Montaña | PR      |
| 1999-2003 | Luis Sáenz Sáenz          | PP      |
| 2003-2007 | M.ª Carmen Sáenz Blasco   | PP      |
| 2007-2011 | M.ª Carmen Sáenz Blasco   | PP      |
| 2011-2015 | M.ª Carmen Sáenz Blasco   | PP      |
| 2015-2019 | Juan Carlos Duarte Díez   | PP      |
| 2019-2023 | Juan Carlos Duarte Díez   | PP      |

## Economía

### Evolución de la deuda viva
El concepto de deuda viva contempla sólo las deudas con cajas y bancos relativas a créditos financieros, valores de renta fija y préstamos o créditos transferidos a terceros, excluyéndose, por tanto, la deuda comercial.
Entre los años 2008 a 2014 este ayuntamiento no ha tenido deuda viva.

## Patrimonio
- Iglesia de Santa María la Blanca: Edificio construido de los siglos XV al XVIII, en sillería compuesto por una nave de tres tramos cubierta con bóvedas de crucería de terceletes sobre arcos apuntados y cabecera ochavada de cinco paños, con horno. El ingreso se hace mediante portada apuntada moldurada en el segundo tramo. La torre se encuentra en el último tramo y consta de tres cuerpos de sillería. Es obra de la segunda mitad del siglo XV.[5]
- Ayuntamiento-Escuelas: Edificio construido en sillería con portada de medio punto de grandes dovelas en la planta baja y las superiores en tapial reforzado por franjas de ladrillo. Sobre la portada, en la primera planta encontramos una gran pieza de sillería labrada y con molduras siguiendo la ventana. Sería obra original medieval muy reformada en el siglo XVIII.
- Ermita de la Virgen del Plano: Ermita del siglo XIII construido en mampostería con sillarejo en los esquinazos compuesto por una nave rectangular y cabecera rectangular más estrecha y baja cubiertas con bóveda de crucería sobre ménsulas. El arco triunfal es apuntado y se apoya sobre pilastras. El ingreso es adintelado a los pies del edificio. Al sur hay una portada de tres arquivoltas de medio punto baqueteadas sobre pilastras.
- Ruinas de la ermita de San Martín: Edificio construido en sillarejo con posteriores arreglos de tapial y ladrillo compuesto por una nave de tres tramos separados por arcos diafragmas y con cubiertas de lunetos. Se trata de un edificio románico del siglo XIII, remodelado en el XVI y XVIII y rehabilitado en 2021.
- Ruinas de la ermita del Cristo: Edificio construido en mampostería y tapial compuesto por una nave rectangular y cabecera también rectangular. La techumbre de todo es a dos vertientes. El ingreso es a los pies y se hace mediante portada adintelada. Parece una construcción popular del siglo XVIII. Está en ruinas.
- Ermita de San Roque: Situada junto al cementerio, es una ermita del siglo XVII, está construida en mampostería y tapial compuesto por una nave formada por dos tramos y cabecera rectangular. Todo está cubierto por bóveda de lunetos sobre arcos de medio punto. El acceso es a los pies y adintelado. Gravemente reformada en el XX.
- Puente del Molino: Puente del siglo XVI en mal estado de conservación situado sobre el río Leza. Construido en piedra caliza gris y conglomerado calcáreo labrado en grandes sillares. Lo forman dos arcos de medio punto rebajados con despiece regular de dovelas. Se encuentra muy erosionado.
- Palacio del Conde de Torrejón: Originalmente fue una torre fuerte durante la Edad Media. Edificio de tres plantas, la primera de sillería con portada de medio punto y las otras dos de tapial. En el centro de la fachada, sobre la portada hay un escudo heráldico de los marqueses de Valverde. La torre original fue reformada como vivienda en el siglo XVIII.
- Nevera: Nevera construida en piedra con cúpula parcialmente hundida. Es una edificación que se usaba para guardar las nieves del invierno, para tener hielo para conservar los alimentos durante el verano.

Patrimonio de Leza de Río Leza
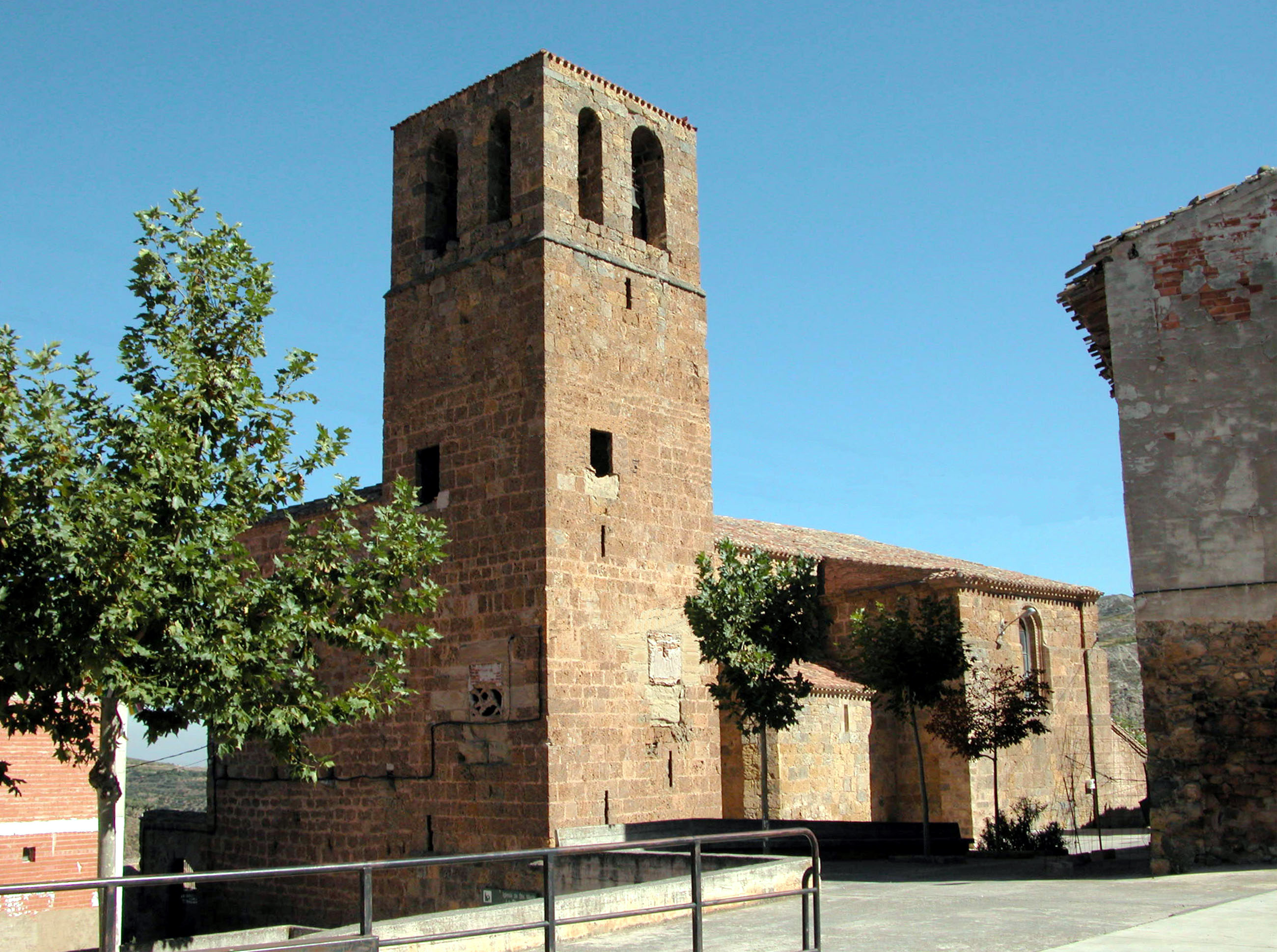
Iglesia de Santa María la Blanca.
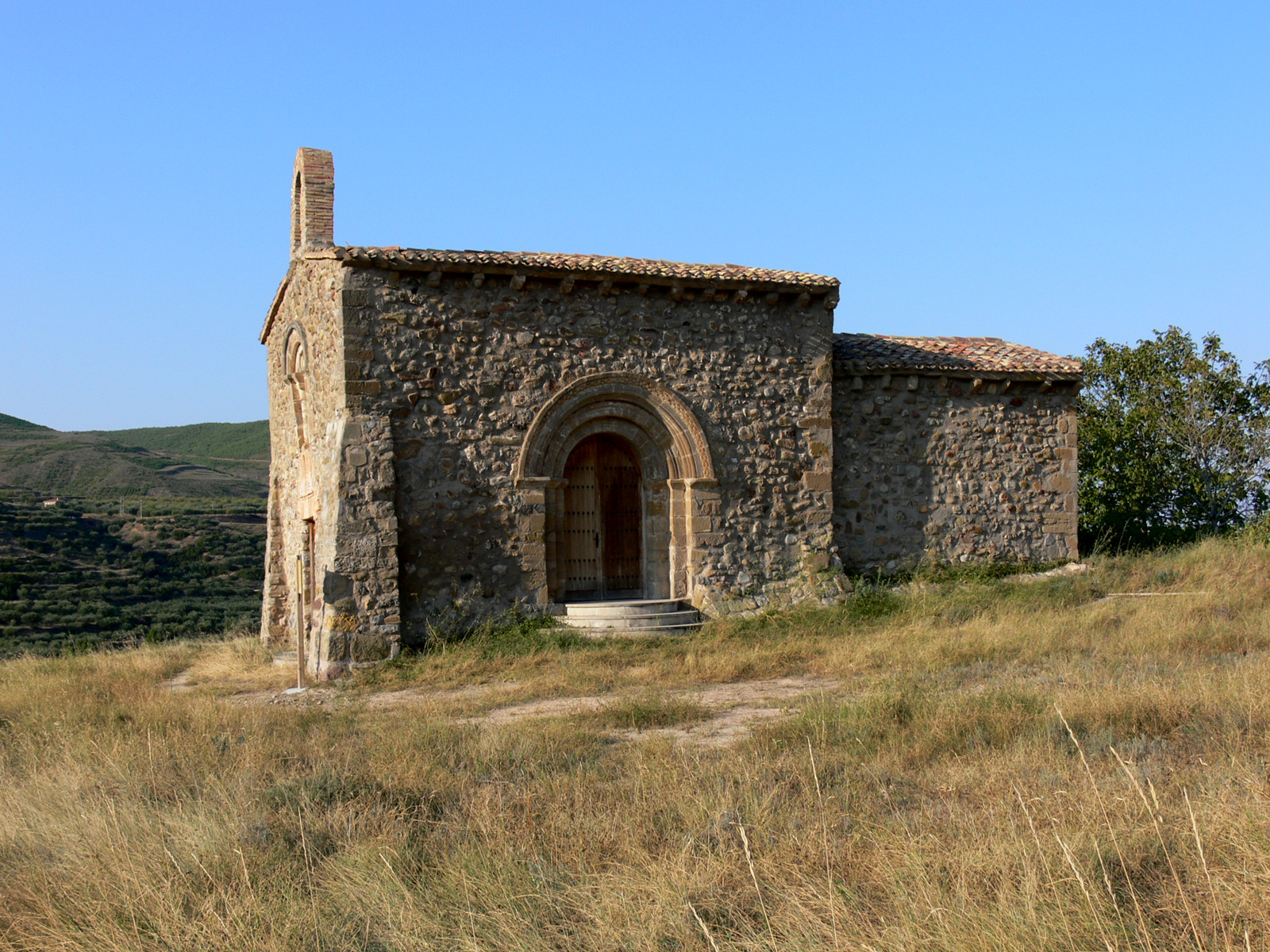
Ermita de la Virgen del Plano.
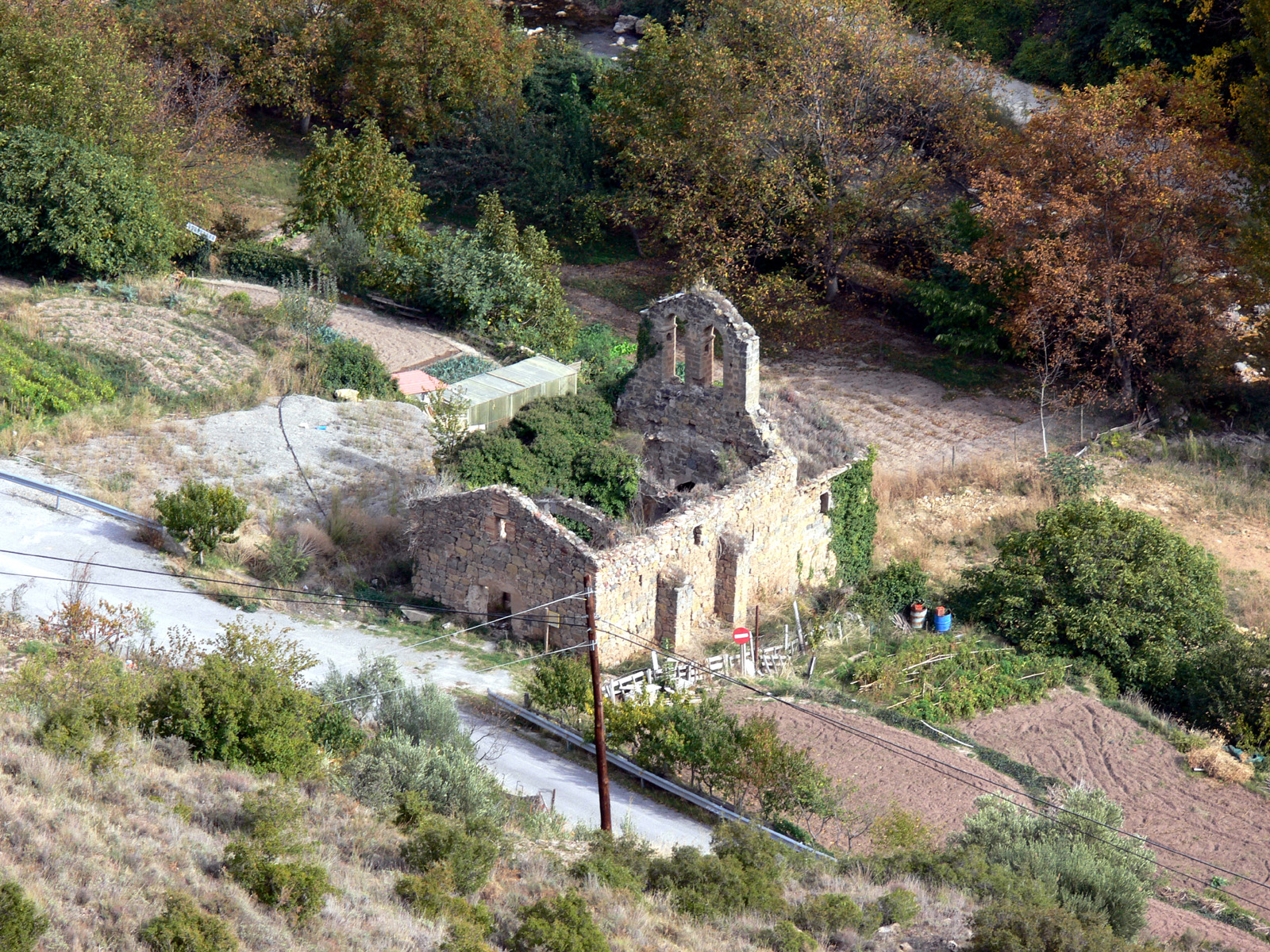
Ruinas de la ermita de San Martín.
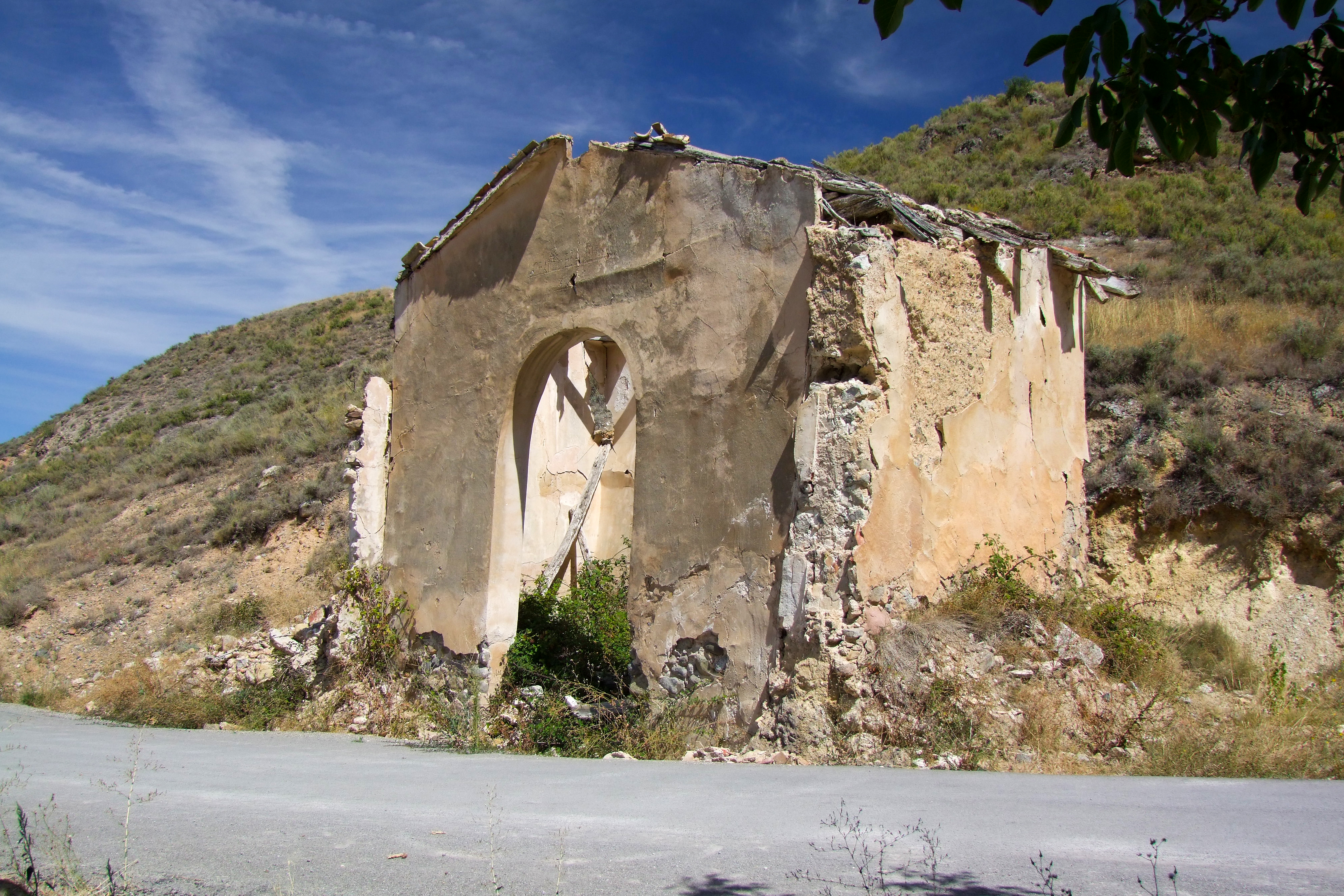
Ruinas de la ermita del Cristo
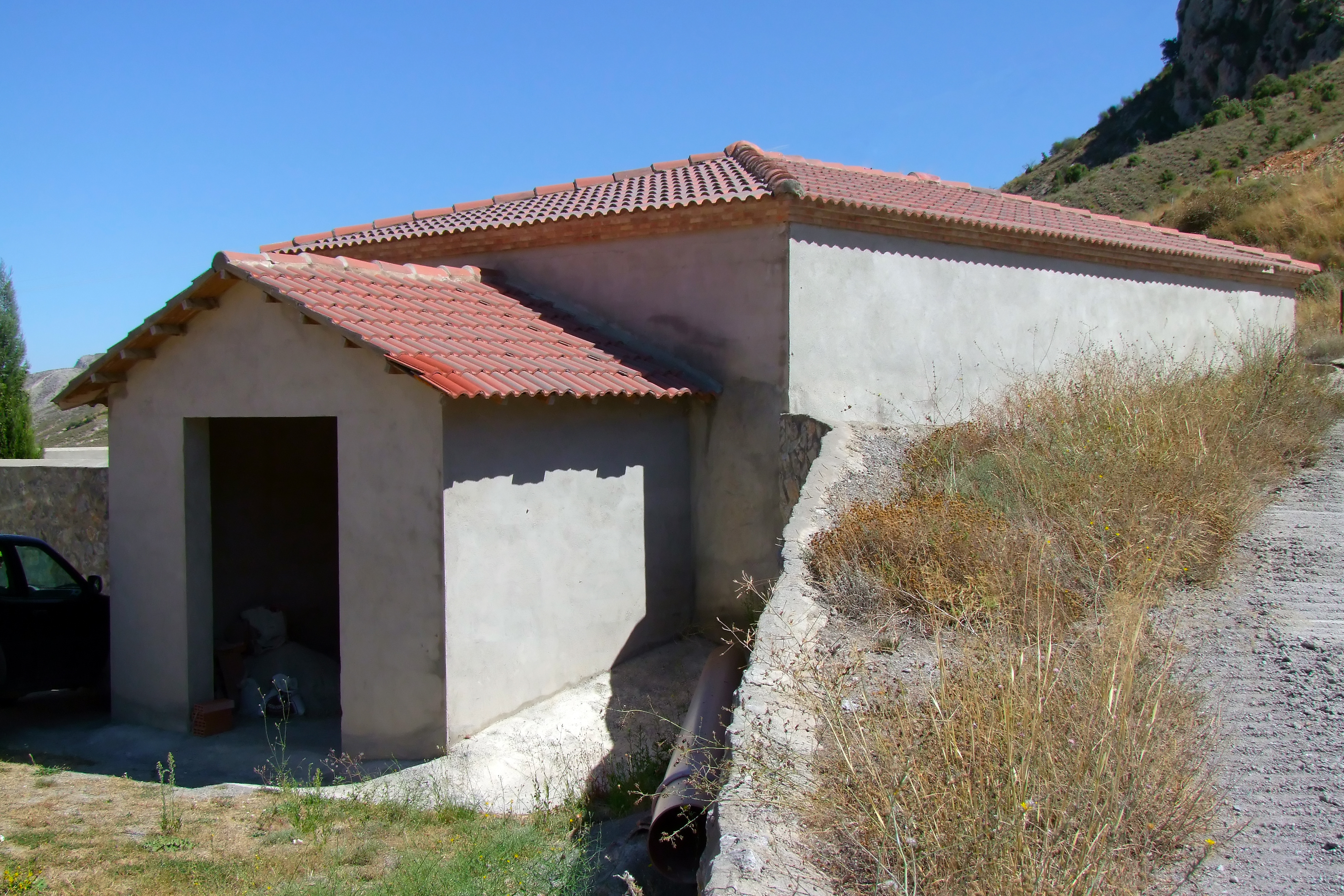
Ermita de San Roque

## Patrimonio Natural
Leza se sitúa en la Reserva de la Biosfera de La Rioja, un territorio dotado de una homogeneidad geográfica, climática y paisajística de alto valor ambiental que agrupa los Valles del Leza, Jubera, Cidacos y Alhama, y que fueron declarados Reserva de la Biosfera por la UNESCO el 9 de julio de 2003.
El área de Leza del río Leza figura de Zona de Especial Protección para las Aves (ZEPA), “Peñas del Iregua, Jubera y Leza” ya que posee grandes colonias de buitres y otras aves protegidas.
Posee diversas rutas de senderismo en torno al Cañón del Leza de gran valor paisajístico y natural.

## Fiestas
- Fiestas de Virgen Blanca: celebradas el 6 de agosto.
- Fiestas de San Martín: celebradas el 11 de noviembre.

## Arte

### Literatura
- Ernesto Reiner. Viaje por el Camero Viejo. Logroño 1984. ISBN 84-398-2054-2
- Carmen Herreros. La singularidad de la Ermita de San Martín en Leza de Río Leza. Logroño 2008. ISBN 84-398-2054-2

978-84-935995-6-0

### Pintura

#### Cuadro referido a la localidad
El cuadro Paisaje de La Rioja, c. 1935 (Museo de Bellas Artes de Bilbao) del pintor Ignacio Zuloaga ilustra el pueblo de Leza de Río Leza y los parajes de sus cercanías. Curiosamente hubo una atribución errónea del lugar que mostraba este paisaje en los estudios divulgativos y catálogos sobre la obra del pintor. Durante muchos años el título del cuadro fue: Paisaje navarro, (El valle del Urrobi) pero hoy en día el Museo de Bellas Artes de Bilbao ratifica que "Se trata de una vista de la localidad de Leza de Río Leza".